# ميغيل فرنانديز (دراج)
ميغيل فرنانديز (بالإسبانية: Miguel Fernández)‏ هو دراج إسباني، ولد في 17 فبراير 1969 في بوياس في إسبانيا.

## وصلات خارجية
- ميغيل فرنانديز على موقع أوليمبيديا (الإنجليزية)